# Lawrence Shehan
Lawrence Joseph Shehan  (né le 18 mars 1898 à Baltimore aux États-Unis, et mort le 26 août 1984 à Baltimore), est un cardinal américain de l'Église catholique du XXe siècle, créé par le pape Paul VI. 

## Biographie
Lawrence Shehan étudie à Baltimore et à Rome, fait du travail pastoral à Baltimore et dans l'archidiocèse de Baltimore-Washington. Il est assistant et directeur des œuvres caritatives catholiques de Baltimore.
Lawrence Shehan est nommé évêque titulaire de Lydda et évêque auxiliaire de Baltimore et Washington en 1945 par le pape Pie XII. Entre 1948 et 1953, il travaille comme vicaire général de l'archidiocèse.
Il est transféré comme évêque de Bridgeport (Connecticut) en 1953 et promu archevêque titulaire de Nicopolis ad Nestum (de) et coadjuteur de Baltimore en 1961. Il succède comme archevêque de Baltimore en 1961. Mgr Shenan assiste au concile de Vatican II de 1962 à 1965.  Le pape Paul VI le crée cardinal au consistoire du 22 février 1965.

## Succession apostolique
Lawrence Shehan a ordonné les évêques suivants :
- Évêque Bernard J. Nolker (en), C.SS.R. (1963)
- Évêque Nicholas D'Antonio Salza (en), O.F.M. (1966)
- Évêque Thomas Mardaga (en) (1967)
- Évêque F. Joseph Gossman (1968)